# 서연중학교 (경기)
서연중학교(書筵中學校)는 대한민국 경기도 화성시 장지동에 있는 공립 중학교이다.

## 학교 연혁
- 2017년 4월 13일 : 37학급 설립인가
- 2019년 9월 1일 : 총 6학급 편성(1학년 3학급, 2학년 2학급, 3학년 1학급)
- 2019년 9월 1일 : 제1대 최옥현 교장 취임
- 2020년 1월 9일 : 제1회 졸업식(졸업생 12명)
- 2023년 9월 1일 : 제2대 김성철 교장 취임
- 2024년 1월 5일 : 제5회 졸업식(졸업생 400명)

## 참고 자료
- 서연중학교 - 한국교육학술정보원 학교알리미